# Trybliophorus
Trybliophorus is een geslacht van rechtvleugeligen uit de familie Romaleidae. De wetenschappelijke naam van dit geslacht is voor het eerst geldig gepubliceerd in 1831 door Jean Guillaume Audinet Serville.

## Soorten
Het geslacht Trybliophorus omvat de volgende soorten:
- Trybliophorus amazonicus Alves Dos Santos & Assis-Pujol, 2004
- Trybliophorus bivittatus Walker, 1870
- Trybliophorus corallipes Gerstaecker, 1889
- Trybliophorus elegans Rehn, 1910
- Trybliophorus nigrus Alves Dos Santos & Assis-Pujol, 2004
- Trybliophorus octomaculatus Serville, 1831
- Trybliophorus olivaceus Alves Dos Santos & Assis-Pujol, 2004
- Trybliophorus paraensis Alves Dos Santos & Assis-Pujol, 2004
- Trybliophorus peruvianus Bruner, 1910
- Trybliophorus rubricerus Alves Dos Santos & Assis-Pujol, 2004
- Trybliophorus sulcatus Descamps, 1981
- Trybliophorus volucris Gerstaecker, 1889